# Vladimir Nikolajevič Čelomej
Vladimir Nikolajevič Čelomej (rusko Влади́мир Никола́евич Челоме́й), ukrajinski mehanik in raketni inženir, * 30. junij 1914, † 8. december 1984.

## Življenje
Rodil se je v Siedlcah (današanja Poljska); kmalu po njegovem rojstvu je družina zaradi prve svetovne vojne pobegnila v Poltavo.
Leta 1932 je vstopil v Kijevski politehniški inštitut (poznejši Kijevski letalski inštitut), kjer se je odlikoval kot študent. Čez štiri leta je izdal prvo knjigo (Vektorska analiza). Leta 1937 je diplomiral in se zaposlil na inštitutu kot predavatelj; že čez dve leti je uspešno obranil dizertacijo za kandidata znanosti.
Ob pričetku druge svetovne vojne je Čelomej delal v moskovskem Centralni inštitut za letalsko-motorsko gradnjo Baranov (TsIAM), kjer je leta 1942 ustvaril prvi sovjetski pulzni reaktivni motor.
19. oktobra 1944 je postal direktor in glavni konstruktor v Tovarni N51, kjer so delali na prvi sovjetski balistični raketi. Že decembra 1944 so testirali prvi izstrelek 10X.
Po uspehu 10X je postal vodja Specialnega konstruktorskega biroja za izdelavo brezpilotnih letal Sovjetske zveze. Leta 1955 je postal glavni konstruktor OKB-52.
Leta 1951 je uspešno zagovarjal doktorat znanosti in naslednje leto je postal profesor na moskovski Visoki tehniški šoli Bauman.
Leta 1962 je postal akademik v mehanskemu oddelku Akademije znanosti ZSSR.
Njegovo raketno znanje je bilo pozneje uporabljeno v tekmi za Luno kot v izdelavi satelitov.
Pokopan je na moskovskem pokopališču Novodeviči.

## Odlikovanja in nagrade
- heroj socialističnega dela (1959, 1963)
- državna nagrada Sovjetske zveze (1967, 1974, 1982)
- Leninova nagrada (1959)
- red Lenina (4x)
- red oktobrske revolucije